# Os Diários do Câncer
The Cancer Journals é um livro de não-ficção publicado em 1980 de Audre Lorde. Ele trata da luta dela contra o câncer de mama.

## Resumo
The Cancer Journals é um livro de não ficção de 1980 da poetisa e ativista Audre Lorde . O livro fala sobre sua luta contra o câncer de mama e a relaciona à sua luta, defesa e identidade em certas questões sociais, como questões lésbicas, direitos civis e feministas. O "Cancer Journals" consiste em uma introdução e três capítulos, em que cada um apresentando trechos de seu diário.
A criação e a formação de Audre Lorde desempenham um papel fundamental na compreensão de suas perspectivas e paixão sobre questões feministas, de direitos civis e lésbicas. Conhecer sua vida e os principais fatores que levaram a escrever poesia leva a uma melhor compreensão de seu trabalho no The Cancer Journals, e seu significado.
Além dos relatos que Lorde conta em seu livro, também é essencial entender sua experiência com o câncer, além da obra literária. Sua batalha contra o câncer serve como intensificador para grande parte de seu trabalho e, portanto, é um aspecto importante para entender o panorama geral do The Cancer Journals.
As discursos feministas que aparecem ao longo do livro tiveram um impacto tremendo no legado de Lorde e nos respectivos domínios da cultura social.

## Histórico de Audre Lorde
Audre Lorde (18 de fevereiro de 1934 - 17 de novembro de 1992) foi uma escritora, feminista, mulherista e ativista dos direitos civis. Seu trabalho debate sobre a questões que envolvem a identidade feminina negra, bem como feminismo e direitos civis. Seus pais eram imigrantes caribenhos, e ela cresceu com suas duas irmãs mais velhas, Phyllis e Helen. Lorde era a filha mais nova de sua família, e era míope a ponto de ser considerada legalmente cega.
Crescendo na época da Depressão em Nova York, Lorde lutou para encontrar sua voz e recorreu à poesia e à escrita como forma de expressão. Aos doze anos, ela começou a escrever suas primeiras poesias e a se conectar com outras pessoas de sua escola, que contribuía ela a se sentir  "párias". Lorde falou sobre seu início na poesia em Black Women Writers: "Eu costumava falar em poesia. Eu lia poemas e os memorizava. As pessoas diziam, bem, o que você acha, Audre. O que aconteceu com você ontem? E eu recitava um poema e em algum lugar naquele poema havia uma linha ou um sentimento que eu estava compartilhando. Em outras palavras, eu literalmente me comunicava por meio da poesia. E quando não conseguia encontrar os poemas para expressar as coisas que estava sentindo, foi isso que me fez começar a escrever poesia, e foi quando eu tinha doze ou treze anos." No ensino médio, ela viu sua paixão ganhar vida ao participar de vários workshops de poesia, patrocinados pelo Harlem Writers Guild, apesar de se sentir uma pária. Seu primeiro poema foi publicado pela revista Seventeen quando ela ainda estava no ensino médio.
Após o ensino médio, Lorde foi para o Hunter College de 1954 a 1959, e lá se formou como bacharel em biblioteconomia. Lorde então continuou seus estudos na Universidade de Columbia, obtendo um mestrado em biblioteconomia em 1961.
Durante a década de 1960, a carreira de Lorde como poetisa decolou. Seu trabalho foi publicado em muitas obras diferentes, incluindo New Negro Poets, USA, de Langston Hughes, de 1962, em várias antologias estrangeiras e em revistas literárias negras. Algumas de suas obras poéticas mais famosas incluem: The First Cities (1968), Cables to Rage, From A Land Where Other People Live (1973), New York Head Shop and Museum (1974), Coal (1976) e The Black Unicorn (1978). Com a publicação de "Os Cancer Journals" em 1980, foi dada a continuidade a esses trabalhos.
Lorde não se identificou com apenas uma categoria de escrita, mas com muitas, querendo celebrar todas as partes de si mesma igualmente. Ela era conhecida por se descrever como uma mulher negra, lésbica, mãe, guerreira e poetisa. A ideia dela era que todos são diferentes uns dos outros e são as diferenças coletivas que nos fazem ser quem somos, e não uma coisa só. Concentrar-se em todos os aspectos da identidade une as pessoas mais do que escolher apenas uma parte de uma identidade.

## Resumo do livro e dos capítulos
The Cancer Journals é um rlivro que vai relatar de maneira pessoal e documentada a luta de Lorde contra o câncer de mama. Ele examina a jornada que Lorde faz para integrar sua experiência com o câncer em sua identidade. É composto por três partes com trechos de entradas de diário e ensaios escritos entre 1977 e 1979.
O primeiro capítulo, 'A transformação do silêncio em linguagem e ação', é derivado de um discurso proferido em 28 de dezembro de 1977, no Painel Lésbico e Literário da Modern Language Association . Nesta palestra, Lorde examina a dificuldade de falar sobre um assunto tão pessoal. Ela avalia os riscos de mal-entendidos ou mesmo de ridículo em comparação com o conforto do silêncio. Começando com um trecho de sua obra poética anterior, The Black Unicorn, Lorde convida o leitor a abolir o silêncio e falar.
O segundo capítulo, "Câncer de mama: uma experiência feminista lésbica negra", é um relato diário de sua experiência com o câncer, da biópsia à mastectomia . Este capítulo descreve as emoções vivenciadas por alguém que se via sozinha, sem amigos próximos ou modelos de inspiração durante o curso do diagnóstico, cirurgia e recuperação. O foco principal desta seção é o reconhecimento de Lorde de sua intensa necessidade de sobreviver, de ser uma guerreira em vez de uma vítima, e seu reconhecimento da rede de mulheres cujo amor a sustentou. Ela também descreve o benefício que teve ao falar sobre isso com outras mulheres lésbicas sobreviventes do câncer. Ela também discute sobre sua decisão de não usar silicone nos seios após a mastectomia.
No terceiro capítulo, 'Câncer de mama: poder versus prótese', Lorde descreve como foi lidar com os resultados e a vida após a mastectomia. Este capítulo gira em torno de sua decisão de não usar prótese após sua mastectomia dupla. Ela explica que, embora seja uma escolha da mulher usar ou não uma prótese mamária, as opções parecem ser "um disfarce em uma sociedade onde as mulheres são julgadas e reduzidas apenas à sua aparência". Ela compara o uso de próteses mamárias a um meio vazio para uma mulher se ajustar e aceitar seu novo corpo, reivindicando assim uma nova identidade. Essencialmente, como descrito por Lorde, se uma mulher decide identificar-se como sobrevivente do cancro e depois opta por usar uma prótese, ela começa a reivindicar o seu corpo alterado e a sua vida. Ela descreve isso no livro: "A prótese oferece o conforto vazio de 'Ninguém saberá a diferença'. Mas é essa mesma diferença que desejo afirmar, porque eu a vivi, sobrevivi e desejo compartilhar essa força com outras mulheres. Se quisermos traduzir o silêncio em torno do câncer de mama em linguagem e ação contra esse flagelo, então o primeiro passo é que as mulheres com mastectomias devem se tornar visíveis umas para as outras."
Lorde aborda os procedimentos de aconselhamento que ocorrem no pós-operatório por meio do Programa Reach for Recovery da Sociedade Americana do Câncer e seu incentivo e promoção da prótese mamária. Ela argumenta que o programa, embora fizesse um trabalho sob o pretexto de "bem" e "recuperação", na verdade reforçou uma espécie de nostalgia misógina. Lorde entende o foco "cosmético" do programa Reach for Recovery como parte de um problema geral de sexismo e racismo. Ela também fala sobre as possibilidades da medicina alternativa, argumentando que as mulheres devem ter espaço para analisar todas as opções e negociar o tratamento e a cura em seus próprios termos.

## Mensagens feministas
Em Cancer Journals, Lorde discute sobre  temas que foram importantes em sua vida. Ao descrever sua identidade como uma infinidade de rótulos, negra, lésbica, mãe feminista e poetisa, Lorde busca entrelaçar sua batalha contra o câncer como parte de sua identidade. “Tenho câncer, sou uma poetisa feminista negra. Como vou fazer isso agora?”  ela pergunta e busca responder por meio de sua escrita. Lorde aborda ideais feministas quando combate a noção social de como uma mulher deve ser e como seu corpo fica após a mastectomia. Lorde afirma que "uma mulher gentil" tentou dar a ela "um sutiã de dormir macio e um chumaço de lã de cordeiro prensado em um absorvente rosa claro em forma de peito". A mensagem é clara: o seio ausente deve ser compensado de alguma forma, de modo que o desvio de Lorde da forma feminina ideal nunca seja visível. Ao abraçar o seu único seio, Lorde evita a negação e persiste para além da iminente vitimização que as mulheres doentes recebem. Lorde trabalha para desafiar a noção de feminilidade em sobreviventes de câncer.